# Osman Hadžikić
Osman Hadžikić (Klosterneuburg, 12 marzo 1996) è un calciatore austriaco naturalizzato bosniaco, portiere del Velež Mostar.

## Biografia
Nato in Austria, ha origini bosniache e nel 2017 ha ottenuto la cittadinanza. Suo fratello Nihad è anch'egli un calciatore.

## Carriera

### Club
Cresciuto nelle giovanili dell'Austria Vienna, ha esordito in prima squadra l'11 aprile 2014 in un match pareggiato 1-1 contro il Grödig.

### Nazionale
Ha giocato nelle nazionali giovanili austriache Under-19 ed Under-21.
Successivamente sceglie di rappresentare la Bosnia ed Erzegovina, nazionale delle sue origini, da cui viene convocato per la prima volta nel maggio 2024.

## Statistiche

### Presenze e reti nei club
Statistiche aggiornate al 30 ottobre 2017.
| Stagione        | Squadra         | Campionato      | Campionato | Campionato | Coppe nazionali | Coppe nazionali | Coppe nazionali | Coppe continentali | Coppe continentali | Coppe continentali | Altre coppe | Altre coppe | Altre coppe | Totale | Totale | Totale |
| Stagione        | Squadra         | Comp            | Pres       | Reti       | Comp            | Pres            | Reti            | Comp               | Pres               | Reti               | Comp        | Pres        | Reti        | Pres   | Reti   |        |
| --------------- | --------------- | --------------- | ---------- | ---------- | --------------- | --------------- | --------------- | ------------------ | ------------------ | ------------------ | ----------- | ----------- | ----------- | ------ | ------ | ------ |
| 2014-2015       | Austria Vienna  | BUN             | 5          | -7         | CA              | 1               | 0               |                    | -                  | -                  |             | -           | -           | 6      | -7     |        |
| 2015-2016       | Austria Vienna  | BUN             | 13         | -22        | CA              | 3               | -1              |                    | -                  | -                  |             | -           | -           | 16     | -23    |        |
| 2016-2017       | Austria Vienna  | BUN             | 27         | -35        | CA              | 2               | -2              | UEL                | 6                  | -13                |             | -           | -           | 35     | -50    |        |
| 2017-2018       | Austria Vienna  | BUN             | 8          | -13        | CA              | 1               | 0               | UEL                | 5                  | -8                 |             | -           | -           | 14     | -21    |        |
| Totale carriera | Totale carriera | Totale carriera | 53         | -77        |                 | 7               | -3              |                    | 11                 | -21                |             | -           | -           | 71     | -101   |        |